# Simsällskapet Mora
Simsällskapet Mora, SS Mora, är en simklubb i Mora. Klubben bildades den 5 december 1976 och har sedan starten vunnit 34 guld-, 53 silver- och 46 bronsmedaljer vid senior-, junior- och ungdoms-SM. 

## Historik

### Simning i Mora före simsällskapet
1909 bildades IFK Mora och redan 1910 hölls mästerskapstävlingar i simning vid ångbåtsbryggan vid Saxviken. Med hjälp av kommunalt anslag kunde ett simstadion byggas 1924 och sporten fick ett uppsving under perioden runt andra världskriget (1930-48). Ett SM-guld vanns till Mora då Kerstin Cassel vann 400 meter bröst 1944. Sedan förbjöds simning vid simstadion då det visade sig att vattnet var förorenat och hälsofarligt. Ett försök gjordes med en simanläggning i Österdalälven vid Hemus men vattentemperaturen gjorde att den inte blev långvarig.

### Mora simhall och Simsällskapet Mora
Hösten 1976 fick Mora sin nya efterlängtade simhall och en grupp simentusiaster från skilda håll som beslöt bilda ett fristående simsällskap. Den 5 december 1976 hölls den första sammankomsten. Några aktiva tävlingssimmare fanns inte i Mora, varför det nystartade simsällskapet måste börja helt från början.
Första verksamhetsåret tävlades det sparsamt men två interna tävlingar arrangerades, pingstplasket på våren och klubbmästerskap i december. Ett samarbete med Orsa IF inleddes och Mora-Orsa simmet även kallat MORSA-SIM ordnades. 1978 utökades till sex deltävlingar och fick namnet Saints (helgonen) eftersom man alltid tävlade på söndagar. På hösten 1978 förstärktes klubben med tränaren Birgitta Hjalmarsson (Lundqvist) från Karlskoga och SK Neptun som hade meriter som simmare med bland annat 14 SM-guld varav 4 individuella och flera landslagsuppdrag. Efter karriären hade hon varit styrelseledamot i Svenska simförbundet, arbetat med simtränarutbildning och verkat som landslagsledare.

### Verksamheten från 1980-talet
1980 arrangerades Mora-simmet i april. Tävlingen inriktade sig på långdistans och genomfördes med ett hyggligt deltagarantal.
1981 kvalade Åsa Carlsson in till JSM i ryggsim och Annette Åström kvalar in till SUM-SIM final i bröstsim.
1983 arrangeras för första gången ett distriktsmästerskap, Junior-DM och Mora-simmet arrangerades för fjärde och sista gången. Anna Rosengren kvalade in till JSM och blev 8:a på 100 bröstsim och 10:a på 200 bröstsim. Tränaren Birgitta Hjalmarsson vann Masters-SM på 100 fjärilsim.
På SM i Västerås 1984 blev Anna Rosengren 7:a på 100 bröstsim och 8:a på 200 bröstsim och vid SUM-SIM riksfinal i Lund vann Lisa Lönn, Malin Persson och Jonas Hedlund sammanlagt åtta medaljer. 1985 vann Anna Rosengren SM-brons på 100 ryggsim samt blev fyra på 200 bröstsim både inomhus och utomhus. Anna blev också klubbens första distriktsmästare på dessa båda favoritdistanser. Birgitta Hjalmarsson vann fyra Masters-SM och satte tre svenska Masters-rekord. 
Anna Rosengren blev klubbens första svenska mästare som senior då hon vann 200 bröstsim vid SM i Mölndal 1986. Sammanlagt vanns 13 medaljer i SM på senior och ungdomsnivå. Anna fick också simma VM i Madrid där hon simmade 200 bröstsim och 4x100 medley. Lisa Lönn simmade junior-EM i Berlin på 100 bröstsim, 200 bröstsim och 200 medley och blev dessutom femma i medleylagkapp där hon simmade bröststräckan. Vid ungdoms-SM i konstsim blev Karin Hennoks fyra och Anna-Karin Thomson femma.
1987 blev Lisa Lönn svensk mästare på 100 bröstsim både i 25m- och 50m-bassäng och deltog på junior-EM i Rom och senior-EM i Strasbourg. Maria Olsson deltog också vid junior-EM i Rom. Vid junior-SM vann SS Moras lag guld på 4x100 medley och slog dessutom svenskt juniorrekord med laget Maria Olsson, Lisa Lönn, Malin Persson och Eva Mohlin. Under hösten engagerades Manoucher Parchami, en iranier boende i Orsa, som tränare. Manoucher hade spelat vattenpolo vid olympiska sommarspelen 1976 i Montreal för Iran.
1988 slog klubben åter igen nytt svenskt juniorrekord på 4x100 medley vid junior-SM i Örebro. Laget bestod denna gången av Maria Olsson, Lisa Lönn, Malin Persson och Anneli Jernhall. Lagkappslaget vann också silver vid stora SM där man en tredje gång slog svenskt juniorrekord. Anna Rosengren vann guld på 200 bröstsim vid SM och Lisa Lönn och Malin Persson vann guld på JSM på 100 bröstsim respektive 100 fjärilsim. Totalt vann SS Mora 20 medaljer vid SM och JSM (fem guld, fem silver och tio brons). På hösten drabbades flera av klubbens simmare av infektioner, halsbesvär, andnöd och hudbesvär som visade sig bero på bristande reningen av vattnet i bassängen.
Tränaren Birgitta Hjalmarsson lämnade föreningen 1989 efter sommarens SM. Trots besvären i simhallens miljö under hösten 88 och vintern 88-89 blev det totalt 15 medaljer vid SM och JSM (fyra guld, fem silver och sex brons). Malin Persson vann två guld på 100 och 200 fjärilsim vid JSM precis som Maria Olsson gjorde på 100 och 200 ryggsim. 
1990 tillträdde Magnus Millard från Borlänge SS en tjänst som halvtidsanställd tränare i klubben. Juniortjejerna som nu hade blivit seniorer lyckades erövra medaljer. Bäst lyckades Maria Olsson och hon fick också ett flertal landslagsuppdrag. 
1991 lyckades klubbens nästa stora talang Maria Östling kvala in på reservplats till SUM-SIM:s riksfinal. Maria Olsson representerade Sverige vid World Cup i Rom och Daniel Höijer vann 100 fjärilsim vid nordiska juniormästerskapen. Efter sommaren lämnade Lisa Lönn och Malin Persson klubben. Även tränaren Magnus Millard lämnade för att bli tränare i Las Vegas men i hans ställe anställdes istället Hillevi Norstedt från Falu SS.
1993 får Maria Östling sitt stora genombrott på SUM-SIM i Varberg när hon vann silver på 100 bröstsim och brons på 200 bröstsim. Det blev också silver på 100 bröstsim vid JSM i Landskrona och blev med detta uttagen till att simma junior-EM i Istanbul. Maria Östling vinner 1994 sju medaljer vid JSM och blev femma på 100 bröst vid stora SM. På ute-SM/JSM 1995 vann Maria Östling alla bröstsimsdistanser, sex guldmedaljer. Maria Östling fick delta på EM i Wien och VM i Rio de Janeiro. Under 1996  och 1997 var Maria Östlings med i landslaget och simmade World Cup, OS-kval och slutligen höjdpunkten Olympiska sommarspelen 1996 i Atlanta. Tre guld och åtta silver blev det i på diverse distanser på SM och JSM. Anna Blomkvist blev uttagen att delta i juniorlandslagsläger och Anna och Lovisa Skogström blev medaljörer vid SUM-SIM.
Hillevi Norstedt som sedan 1991 framgångsrikt skött tränarsysslan i klubben lämnade 1997 klubben. Chefstränarjobbet togs över av Anders Wahlström men han ersattes redan på hösten av Mats Brisenfeldt.
Till kortbane-SM i Västerås 1997 kvalade Maria Östling, Anna Blomkvist, Annlena Tåmt och Ida Leijon in. Maria vann tre medaljer. Maria Östling slutade i klubben efter gymnasiestudier i Nyköping
1998 blev Anna Blomkvist bronsmedaljör på 200 ryggsim vid inne-SM i Kristianstad. Vid Vansbrosimningen tog SS Mora den första inteckningen i ett nyuppsatt vandringspris med laget Anna Blomkvist, Ida Leijon och Anna-Lena Tåmt. I mer än fyra månader under 1999 saknade SS Mora tillgång till sin egen simhall då grundläggande renovering och reparation blev nödvändigt. Under hösten blev klubbens simmare hänvisade till att träna i Älvdalen. Vid samma tid lämnade huvudtränaren Mats Brisenfeldt klubben. I en nyrustad simhall kunde sedan klubben arrangera JRM/JDM i november. 

År 2000 blev ett tungt år för SS Mora efter bristfälliga träningsmöjligheterna att huvudtränaren lämnat. I oktober 2000 kom Bennie Dahlén som tillsammans med Ida Leijon som assisterande tog tag i verksamheten. Vansbrosimningarna blev lyckade och SS Mora vann för tredje året i rad vandringspriset "brudkronan" för lag och fick därmed behålla denna för alltid. 2001 arrangerades UDM på hemmaplan i Mora simhall.
Resultatmässigt vann klubben under de första åren på 2000-talet många DM-medaljer under den här perioden och några segrar tas också på SUM-SIM:s regionsfinaler men framgångarna som funnits tidigare med SM-medaljer lyser med sin frånvaro. Under en period från 2004–2006 arrangerades Öppna Svealandsmästerskapen i Älvdalen i samarbete med de övriga dalaklubbarna. 2005 anställdes Zbigniew Karzewski som huvudtränare.